# Миссельберг
Миссельберг (нем. Misselberg) — община в Германии, в земле Рейнланд-Пфальц.
Входит в состав района Рейн-Лан. Подчиняется управлению Нассау.  Население составляет 83 человека (на 31 декабря 2010 года). Занимает площадь 0,74 км².